# Лаярд
Лая́рд, Ліард (англ. Liard) — річка в Канаді, ліва притока річки Маккензі. Тече територією Юкону, Британської Колумбії і Північно-західних територій.
Довжина річки становить 1 115 км.
Найбільші притоки: праві Діс та Форт-Нельсон, ліва Саут-Наханні.
| Річка | Це незавершена стаття про річку. Ви можете допомогти проєкту, виправивши або дописавши її. |